# American Chemical Society
American Chemical Society (ACS), amerikansk organisation för kemister på alla nivåer och inom alla områden, grundad 1876.